# Acacia minyura
Acacia minyura là một loài thực vật có hoa trong họ Đậu. Loài này được Randell miêu tả khoa học đầu tiên.

## Hình ảnh

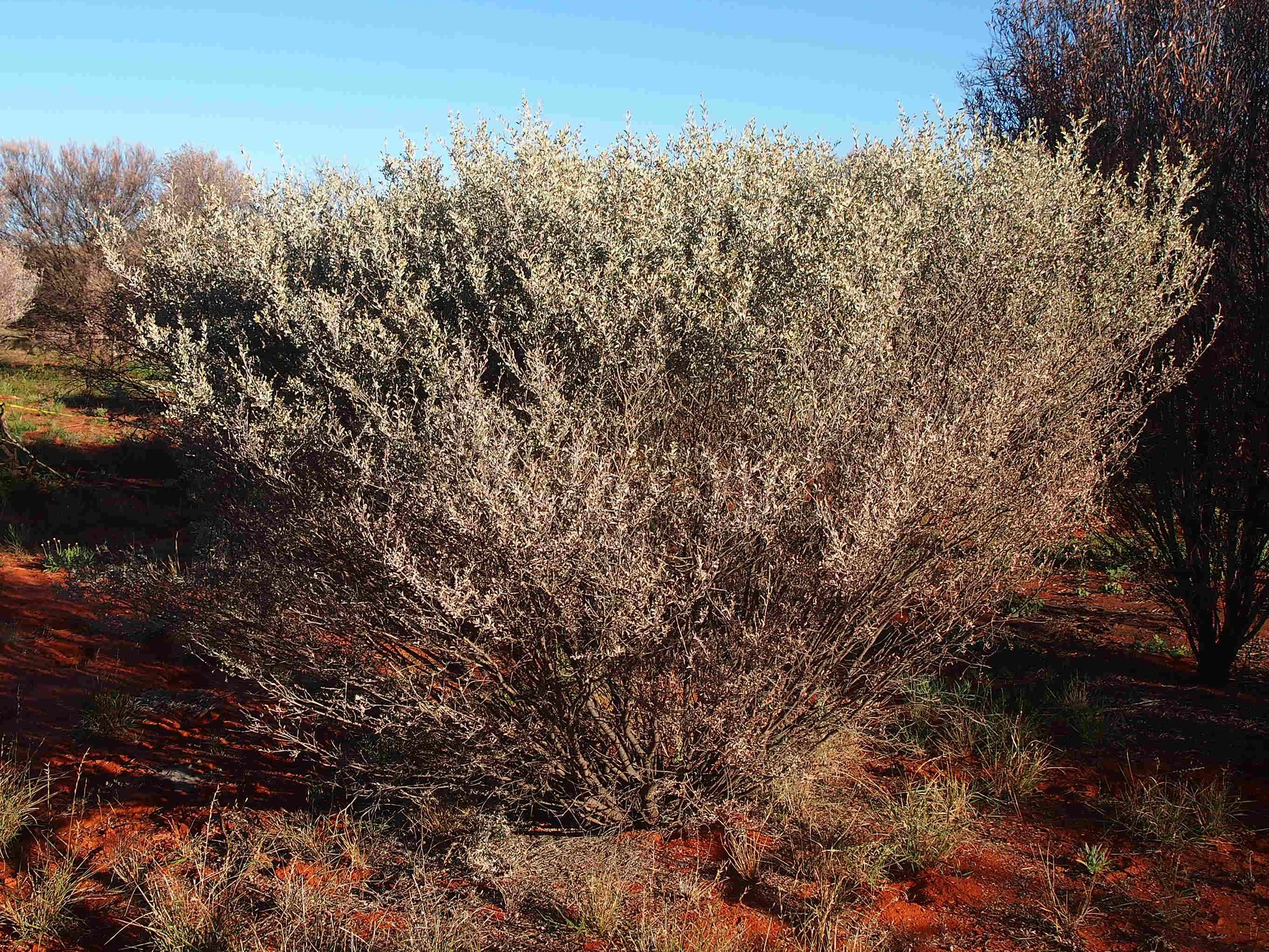